# Raise Your Voice
Raise Your Voice is een Amerikaanse muziekfilm uit 2004 onder regie van Sean McNamara. Hilary Duff werd voor haar hoofdrol hierin genomineerd voor de Golden Raspberry Award voor slechtste actrice.

## Verhaal
Dorpsmeisje Terry Fletcher (Duff) wil maar één ding: zangeres worden. Ze geeft zich op voor een cursus van drie weken op de Academy of Art in Los Angeles. Haar broer Paul ziet in wat voor zangtalent zijn zusje heeft en filmt al haar zangsessies in de badkamer en haar slaapkamer. Hij vindt haar talent goed genoeg en stuurt daarom een DVD naar de academie van muziek (Academy of Art)in Los Angeles zodat Terry nog meer kans maakt Hij zegt dit echter niet tegen haar. Op de dag dat haar broer afstudeert krijgen haar broer en vader ruzie over Terry; haar vader wil niet dat zijn dochter alleen naar LA gaat maar Paul zegt dat hij Terry meetrekt in zijn eigen angsten.
Als Terry met haar broer die avond stiekem het huis uit sluipen om naar een concert te gaan, eindigt dit in een drama als ze op de terugweg in de auto worden aangereden. Paul overlijdt en Terry ligt dagen in het ziekenhuis. Het verlies van Paul laat haar achter met schuldgevoelens omdat zij hem had overgehaald om met haar mee te gaan naar het concert. Haar tante Nina komt langs om hen te helpen maar het verdriet blijft natuurlijk. Terry wil haar muziek opgeven, maar wordt aangespoord door haar tante en moeder om hierin door te gaan, zonder Paul ziet ze het echter niet meer zitten.
Totdat ze op een dag plotseling een brief krijgt van de Music Academy in L.A.
Hierin krijgt ze bevestigd dat ze is aangenomen. Paul wilde dit voor haar en haar moeder wil nu alles op alles zetten om haar naar L.A. te laten gaan en haar droom en die van Paul waar te maken. Helaas werkt haar vader dit tegen. Hij verkeert nog steeds in rouw en wil zijn dochter niet kwijt.
Toch regelen haar tante Nina en haar moeder dat ze er alsnog heen kan. Ze vertrekt zogenaamd naar haar tante, met de smoes voor haar vader dat ze daar blijft logeren. Ze gaat echter meteen naar LA.
Het is erg wennen daar voor Terry, aangezien er verschillende zang en orkest talenten zitten.
De meeste leerlingen zijn niet heel vriendelijk en een beetje afstandelijk. Haar kamergenote heeft eerst ook niet veel met Terry op, maar hier komt gauw verandering in.
Ook ontmoet ze Jay Corgan, een Britse en zeer aantrekkelijke jongeman. Hij ziet al gauw wat in Terry, maar ook dit wordt weer gedwarsboomd door de nogal populaire en talentvolle, maar ook zeer jaloerse Robin. Zij probeert Terry op alle mogelijke manieren dwars te zitten.
Terry is een nogal onzeker meisje en heeft podiumangsten. In de lessen van Mr. Thorvald leert ze zichzelf te zijn en hij ziet haar talent in, ondanks dat ze zich soms te veel inhoudt.
Hij stimuleert haar, net als Jay die probeert om haar in een club in L.A. te laten optreden op een open podium, wat helaas niet goed verloopt.
Omdat Terry telkens als ze de podiumlichten op zich gericht ziet, de koplampen van de vrachtwagen voor zich ziet en het moment van het ongeluk herbeleeft.
Samen met Jay geniet ze van haar zangoefeningen en in hun vrije tijd springen de vonken over. Uiteindelijk maakt ze, ook dankzij Jay, een aantal vrienden;Engelbert 'Kiwi' Wilson en Denise Gilmore.
Kiwi bewerkt vooral achtergrondmuziek op de computer (zoiets als een dj) en Denise is violiste.
Denise is tevens Terry's kamergenote met wie het eerst niet zo klikte.
Denise wil graag een studiebeurs winnen. Aangezien haar familie verdere studies niet kan bekostigen, is dit heel belangrijk voor haar.
Een studiebeurs is te 'winnen' bij het eindconcert op de academie, dat aan het einde van het schoolseizoen wordt gehouden.
Alle leerlingen-groepen moeten hun beste beentje voor zetten en laten zien wat ze kunnen en hebben geleerd. De beste wint de studiebeurs.
Naast alle stress van de academie, moet ze ook de leugen aan haar vader volhouden. Regelmatig belt haar vader naar haar tante en via doorverbind trucjes slagen ze erin om hem te misleiden. Al wordt haar vader wel achterdochtig. Hij komt dan ook spontaan een bezoekje brengen aan zijn zuster Nina en dochter Terry. Nog net op tijd vindt Terry's moeder een briefje van haar man waarop hij mededeelt op bezoek te zijn bij Nina en Terry. Ze belt daarop Nina en Nina belt Terry weer.
Alles komt nog net op zijn pootjes terecht als Terry meteen de eerste trein naar haar tante neemt en maar net op tijd arriveert terwijl haar vader op dat moment ook net binnenstapt. De leugen gaat door...
Tegen het einde van het schoolseizoen schrijft Jay met behulp van Terry een eindnummer voor hen. Hij begeleidt haar met de piano en/of gitaar.
Hoewel Terry zonder problemen kan zingen voor enkele personen, blijft ze moeite hebben met haar plankenkoorts. Met haar broer Paul in haar achterhoofd houdt ze vol dat het wel goed zal komen.
Het eindconcert:
Terry is er klaar voor en Jay ook maar dan ontdekt Terry dat ze de ketting met het kruisje die ze van Paul geërfd heeft is vergeten om te doen. Ze rent weg naar haar kamer omdat ze zonder de ketting (/Paul) het podium niet op durft.
We zien enkele andere talenten voorbijkomen en Terry's vader is er inmiddels achter wat zijn vrouw, zus en dochter al die tijd geheimhielden.
Terry's ouders en tante arriveren bij de academie om Terry op te halen.
Haar vader staat plots voor haar en is woedend, Terry voelt zich ietwat schuldig.
Toch wil Terry het optreden doen, wat haar vader er ook van denkt en ze gaat tegen hem in en zegt dat het voor haar heel veel zou betekenen als hij het eindconcert bij zou wonen.
Haar vader geeft uiteindelijk toe, maar gaat wel met tegenzin en innerlijke woede mee.
Ondertussen nadert het nummer van Jay en Terry en als ze worden aangekondigd wil Jay zeggen dat Terry er niet is.
Maar net op het laatste moment komen Terry en haar ouders de zaal in.
Haar ouders nemen plaats in de zaal en Terry loopt het podium op, en gaat naast Jay staan
Die onzekere gevoelens komen weer boven en ze dreigt weer eens weg te willen lopen.
Dan hoort ze opeens haar broer die haar een gevoel geeft dat ze het aankan.
En zonder ook maar te twijfelen doet ze haar nummer voor de gehele school, leraren en ouders.
Het nummer 'Someone's Watching over Me' is ter ere van haar broer Paul.
Vol overgave zingt ze het nummer en krijgt nadien een staande ovatie.
Vol trots en licht ongeloof ziet ze hoe haar ouders glunderen van trots, ook haar vader.
Uiteindelijk wint Denise de studiebeurs en Terry is allesbehalve teleurgesteld en erg blij voor Denise.
Ze heeft gedaan wat ze altijd al wilde en daarbij heeft ze aan haar broer zijn droom voor haar voldaan.
De film eindigt met Terry zingend op het plein bij school, met begeleiding van haar vrienden Kiwi en Denise en natuurlijk haar vriendje Jay.

## Rolverdeling
| Acteur            | Personage               |
| ----------------- | ----------------------- |
| Hilary Duff       | Terri Fletcher          |
| Oliver James      | Jay Corgan              |
| David Keith       | Sietse Fletcher         |
| Diana Davis       | Denise Gilmore          |
| Johnny Lewis      | Engelbert 'Kiwi' Wilson |
| Rita Wilson       | Francis Fletcher        |
| Lauren C. Mayhew  | Robin Childers          |
| Kat Dennings      | Sloane                  |
| Jason Ritter      | Paul Fletcher           |
| Rebecca De Mornay | Tante Nina              |
| John Corbett      | Meneer Torvald          |
| Carly Reeves      | Kelly                   |
| James Avery       | Meneer Gantry           |